# Route 214 (Québec)
Pour les articles homonymes, voir Route 214.
La route 214 (R-214) est une route régionale québécoise d'orientation est / ouest située sur la rive sud du fleuve Saint-Laurent. Elle dessert la région administrative de l'Estrie.

## Tracé
La route 214 débute à Westbury sur la route 112 alors que son extrémité est se trouve à Nantes, sur la route 161. Elle passe au nord du mont Mégantic et de son parc national.

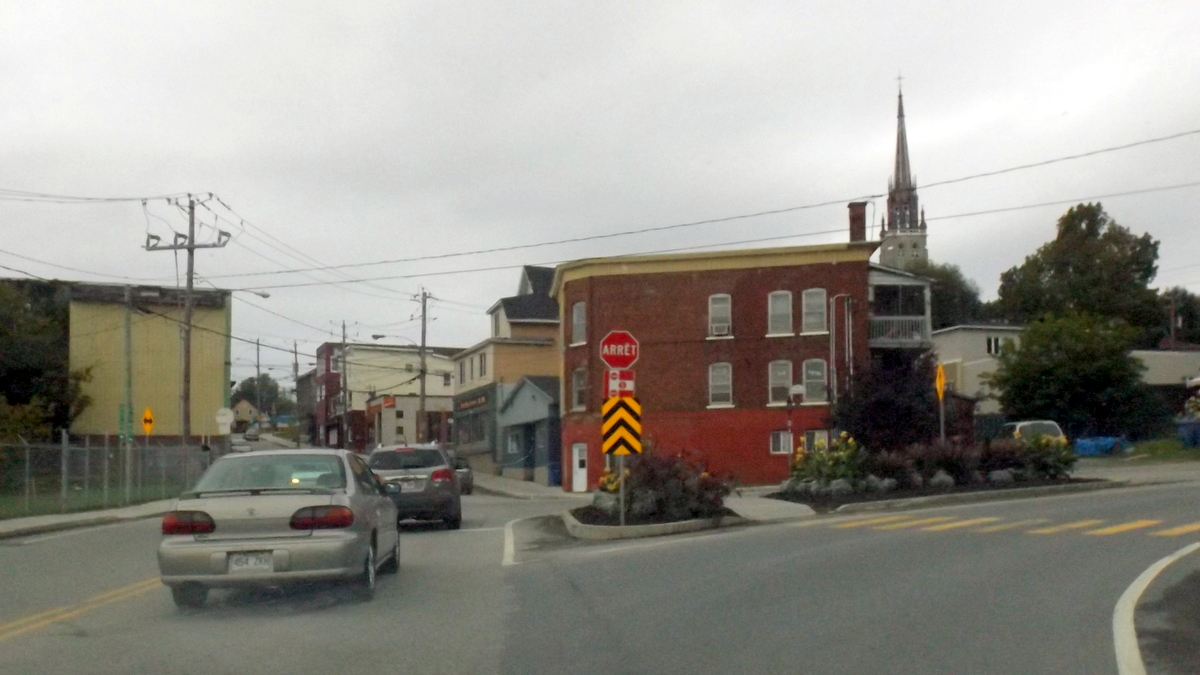
Au centre d'East Angus, près de l'extrémité ouest.
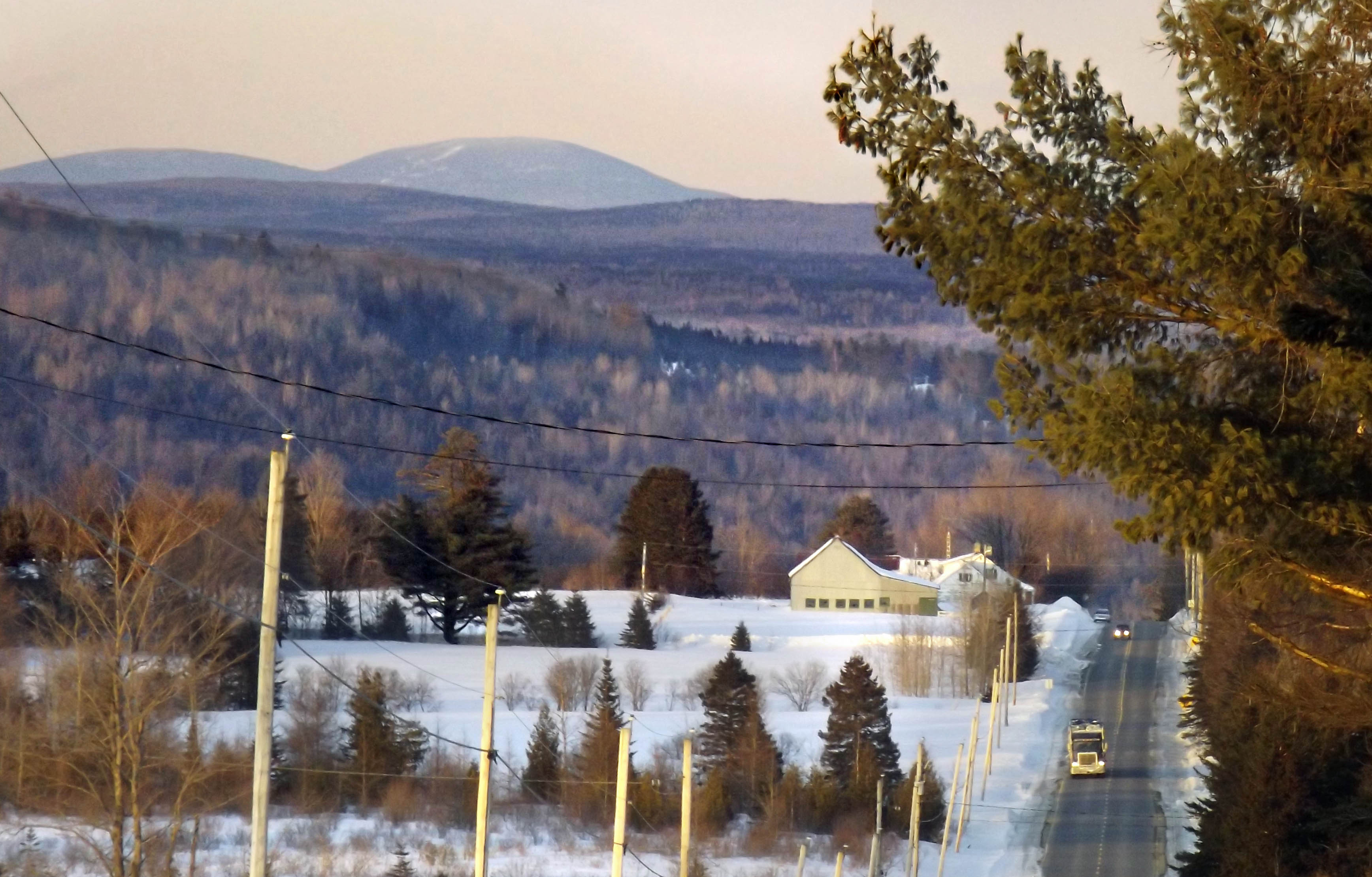
Vue vers l'est depuis Bury.
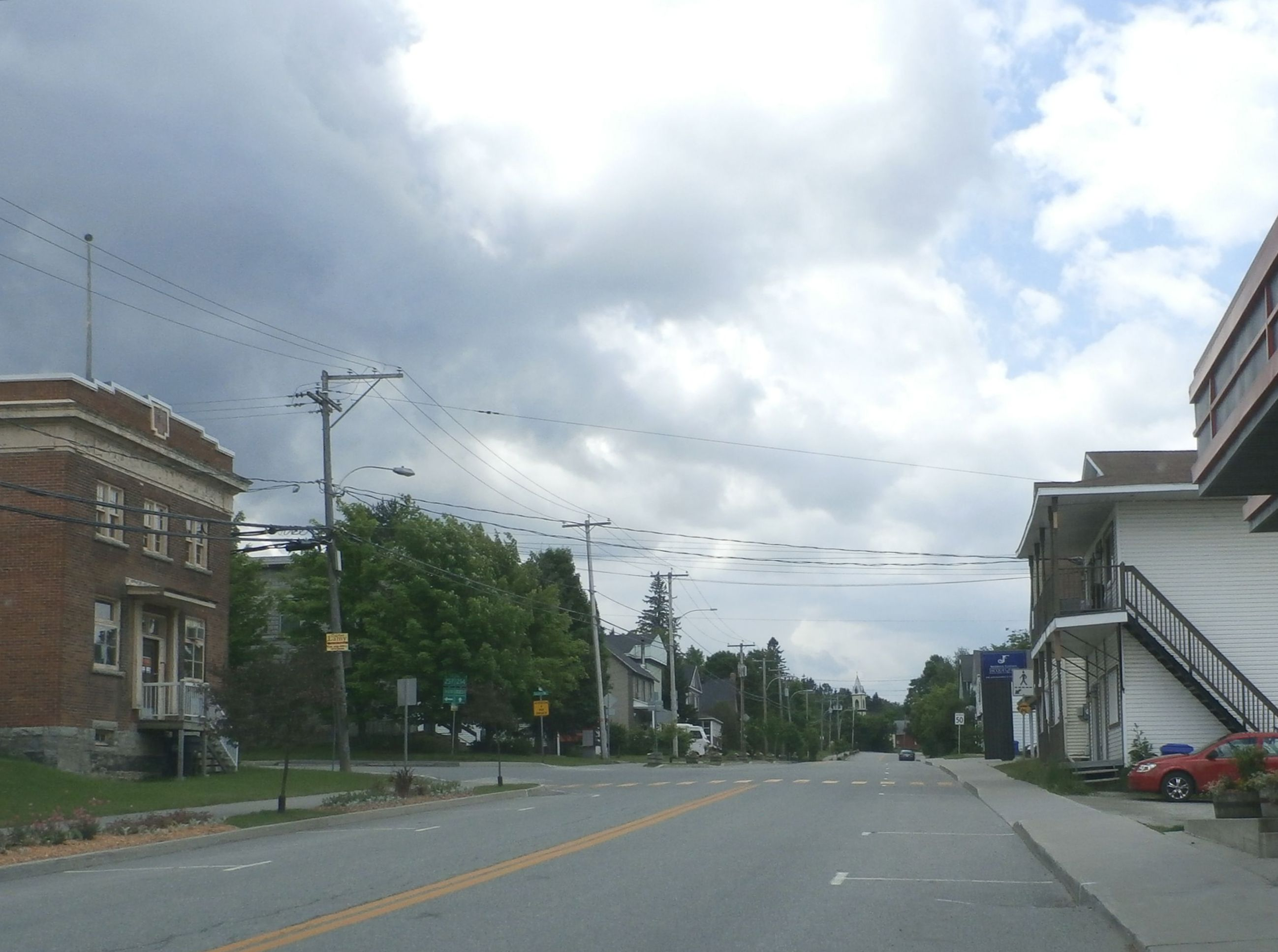
La rue Victoria à Scotstown.
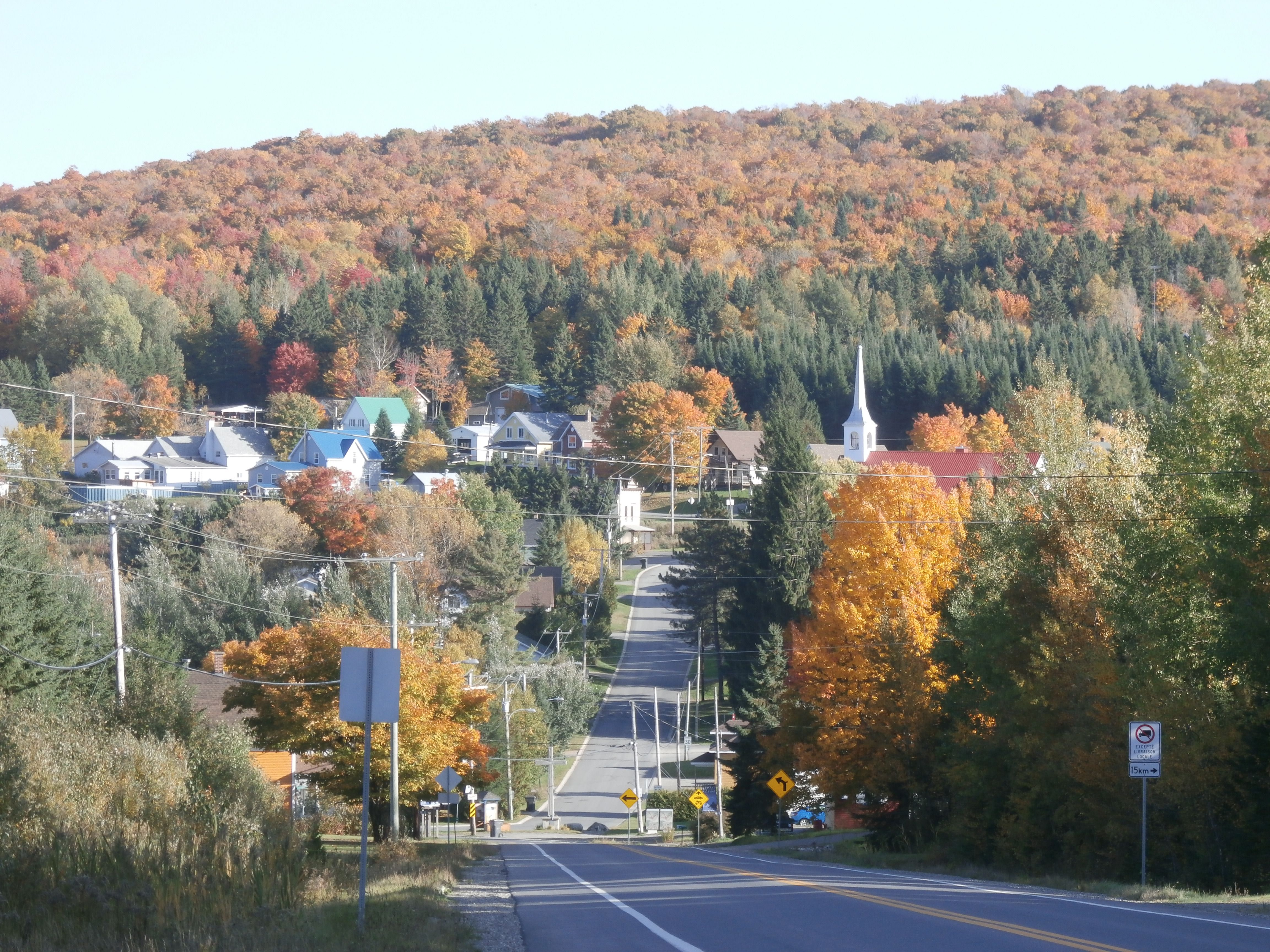
Route 214 à l'entrée du village de Milan.

## Localités traversées (d'ouest en est)
Liste des localités traversées par la route 214, regroupées par municipalité régionale de comté.

### Estrie
Le Haut-Saint-François
- Westbury
- East Angus (Pont Taschereau)
- Bury
- Lingwick
- Scotstown
- Hampden

Le Granit
- Milan
- Nantes

## Intersections majeures
| MRC                     | Municipalité | km    | Destinations                              | Notes                                                                                      |
| ----------------------- | ------------ | ----- | ----------------------------------------- | ------------------------------------------------------------------------------------------ |
| Le Haut-Saint-François  | East Angus   | 0,00  | R-112 – Ascot Corner, Sherbrooke, Weedon  |                                                                                            |
| Le Haut-Saint-François  | East Angus   | 0,30  | R-253 sud – Cookshire-Eaton, La Patrie    | Terminus nord de la R-253; La Patrie indiqué en direction est seulement                    |
| Le Haut-Saint-François  | Bury         | 12,40 | R-108 ouest – Cookshire-Eaton, Sherbrooke | Terminus ouest du multiplex avec la R-108; Sherbrooke indiqué en direction ouest seulement |
| Le Haut-Saint-François  | Bury         | 13,90 | R-108 est – Bury                          | Terminus est du multiplex avec la R-108                                                    |
| Le Haut-Saint-François  | Bury         | 16,60 | R-255 nord – Bury                         | Terminus sud de la R-255                                                                   |
| Le Haut-Saint-François  | Scotstown    | 35,30 | R-257 sud – Hampden                       | Terminus ouest du multiplex avec la R-257                                                  |
| Le Haut-Saint-François  | Scotstown    | 35,70 | R-257 nord – Gould                        | Terminus est du multiplex avec la R-257                                                    |
| Le Granit               | Nantes       | 63,10 | R-161 – Stornoway, Lac-Mégantic           |                                                                                            |
| - Terminus de multiplex |              |       |                                           |                                                                                            |